# Фалтон, Артур
Артур Джордж Фалтон (англ. Arthur George Fulton; 16 сентября 1887, Лондон — 26 января 1972, Бруквуд, Суррей) — британский стрелок, призёр летних Олимпийских игр.
Фалтон участвовал в летних Олимпийских играх в Лондоне в стрельбе из армейской винтовки среди команд. Вместе со своей сборной он занял второе место.
На следующих летних Олимпийских играх 1912 в Стокгольме Фалтон снова стал серебряным призёром в командной стрельбе из армейской винтовки, а также занял шестое и девятое места в одиночной стрельбе из армейской винтовки с трёх позиций и из любой позиции на 300 и 600 метров соответственно.